# Екваторијална Гвинеја на Светском првенству у атлетици на отвореном 2015.
Екваторијална Гвинеја је учествовала на Светском првенству у атлетици на отвореном 2015. одржаном у Пекингу од 22. до 30. августа тринаести пут. Репрезентацију Екваторијалне Гвинеје представљала је једнa такмичарка која се такмичила у трци на 100 метара.,
На овом првенству Екваторијална Гвинеја није освојила ниједну медаљу, па је и даље остала у групи земаља које нису освојиле медаље на светским првенствима. Није оборен неки рекорд.

## Учесници
Жене:
- Марлен Мевонг — 100 м

## Резултати

### Жене
| Атлетичарка   | Дисциплина | Лични рекорд | Група    | Група      | Полуфинале            | Полуфинале            | Финале                | Финале       | Детаљи |
| Атлетичарка   | Дисциплина | Лични рекорд | Резултат | Место      | Резултат              | Место                 | Резултат              | Место        | Детаљи |
| ------------- | ---------- | ------------ | -------- | ---------- | --------------------- | --------------------- | --------------------- | ------------ | ------ |
| Марлен Мевонг | 100 м      | 12,35        | 12,56    | 8. у гр. 6 | Није се квалификовала | Није се квалификовала | Није се квалификовала | 50 / 52 (54) |        |